# 陕西自然博物馆
陕西自然博物馆位于陕西省西安市长安南路88號，是一所公益性文化事业单位，於1999年被列为陕西省重点建设項目，于2008年1月5号开馆。陕西自然博物馆占地面积110亩，总建筑面积達1,6105平方米，展厅展示面积達8,115平方米。

## 展館
自然博物馆以陕西广播电视塔为对称，分为自然与科技两大部分，科技展馆为玻璃球形，自然展馆为月牙形。

### 自然展馆
自然展馆共三层，建筑面积8940平方米，展示面积6227平方米，内设地质万象、古生物长廊、昆虫王国、神奇秦岭、生命之光等5个展厅和4个临展厅。博物馆共有各种动物标本300多种。

### 科技展馆
科技展馆位于馆区北侧，建筑面积7165平方米，展示面积1888平方米，建设有“童趣世界”、“科学游乐”、“身体体验”、“电子乐园”和“科普广场”。

### 贝林厅
美国慈善家肯尼斯·贝林在2014年11月向博物馆捐赠了136件非洲及北美洲珍稀野生动物标本，总价值在国外估算超过一亿元人民币。博物馆专门在馆内设立贝林厅，集中展示贝林捐赠的野生动物标本。贝林厅预计将于2015年6月向公众开放。